# Модрани
Модрани (словац. Modrany) — село в окрузі Комарно Нітранського краю Словаччини. Площа села 27,07 км². Станом на 31 грудня 2015 року в селі проживало 1416 жителів.

## Історія
Перші згадки про село датуються 1205 роком.

## Населення
| Рік:            | 1994. | 2004.   | 2014.   | 2024.   |
| --------------- | ----- | ------- | ------- | ------- |
| Кількість осіб: | 1408  | 1461    | 1407    | 1280    |
| Різниця:        |       | +3,76 % | -3,69 % | -9,02 % |

| Рік:            | 2023. | 2024.   |
| --------------- | ----- | ------- |
| Кількість осіб: | 1282  | 1280    |
| Різниця:        |       | -0,15 % |